# 초코넓적코박쥐
초코넓적코박쥐(Platyrrhinus chocoensis)는 주걱박쥐과(신세계잎코박쥐과)에 속하는 박쥐의 일종이다. 콜롬비아와 에콰도르의 토착종으로 해발 35~305m의 초코 지역 저지대에서 발견된다. 서식지 감소로 멸종 위협을 받고 있다.